# Witte Dame (gebouw)
De Witte Dame is een gerenoveerd fabrieksgebouw aan de Emmasingel in het centrum van Eindhoven. Het werd in drie fasen gebouwd (1928-1931) in navolging van de architectuur van Dirk Roosenburg volgens de regels van de nieuwe zakelijkheid, door de afdeling Technische Bedrijven van Philips o.l.v. Ir. J.R. Bouten.
Philips heeft het gebouw vanaf het begin gebruikt als productiefaciliteit voor radiobuizen. In de Philips-terminologie stonden de gebouwen bekend als EE, EF en EH. Ze maakten deel uit van het grotere Emmasingelcomplex van Philips, met de Eerste gloeilampenfabriek en de Lichttoren, aan de Emmasingel, Mathildelaan en Willemstraat.
Het gebouw heeft zijn markante witte kleur pas in 1953 gekregen.
In de jaren 1980 kwam het gebouw leeg te staan doordat Philips de productie verplaatste naar andere landen. Philips wilde het pand slopen. Mede door de inspanningen van de Eindhovense kunstenaar Bert Hermens (1944-2012) en de Stichting Emmasingel in het begin van de jaren 1990 werd de sloopvergunning afgewezen en het gebouw van de sloop gered. Bert Hermens was ook de bedenker van de naam 'Witte Dame', die sindsdien gebruikt werd.
Het gebouw werd herontwikkeld door architect Bert Dirrix. De Witte Dame werd op 27 mei 1998 heropend door minister van Onderwijs, Cultuur en Wetenschappen Jo Ritzen. De gebouwdelen EE, EF en EH zijn sinds 2002 beschermd als rijksmonument.
De volgende instanties zijn in het gebouw gevestigd: de Design Academy Eindhoven, Fontys Hogescholen, de Bibliotheek Eindhoven en de GGD Brabant-Zuidoost, Stimulus, Gamehouse, Compram en Cognizant. Daarnaast is in de onderste laag aan de straatkant een aantal bedrijven, winkels, een bank en twee horecagelegenheden gevestigd.

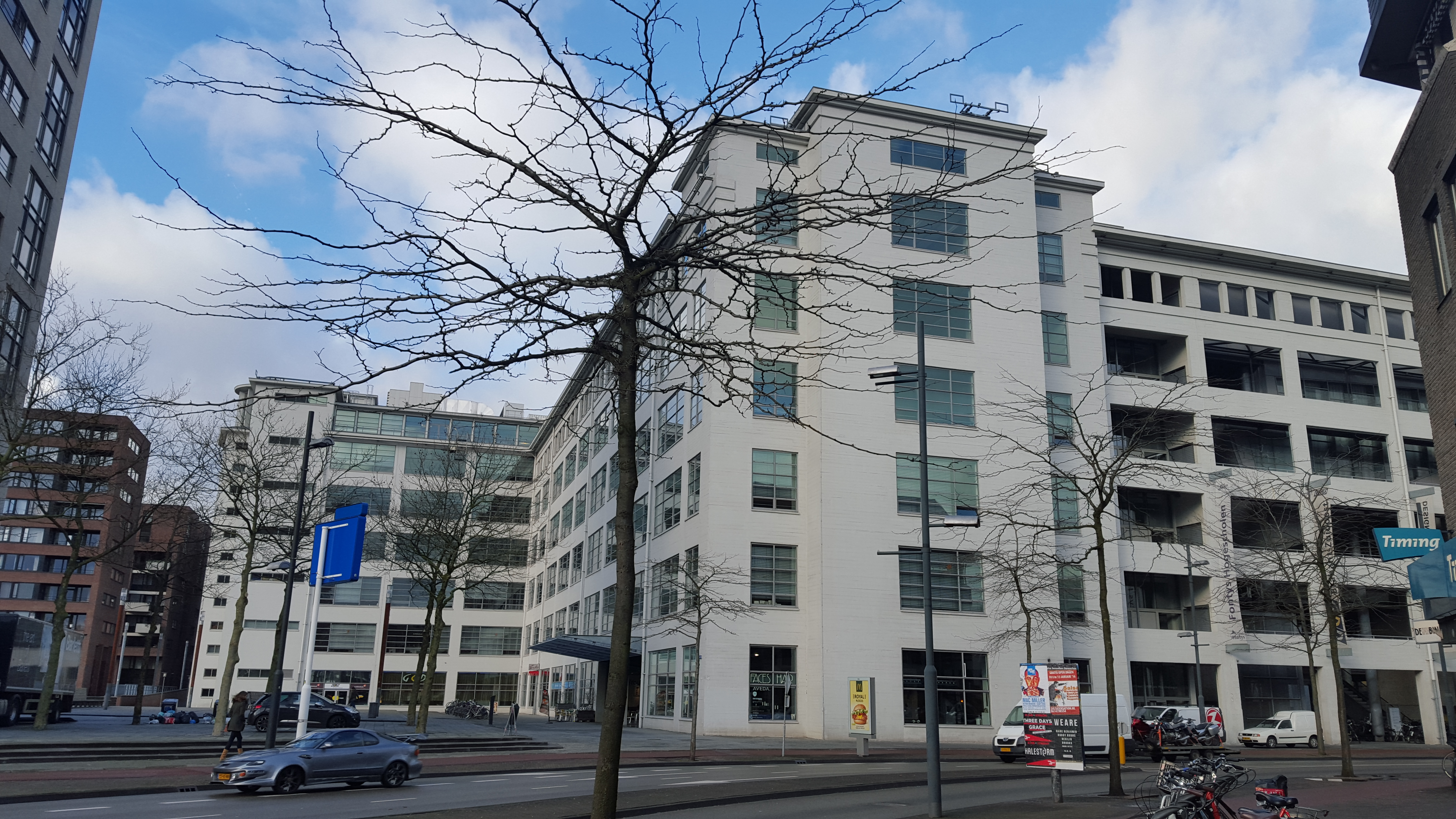
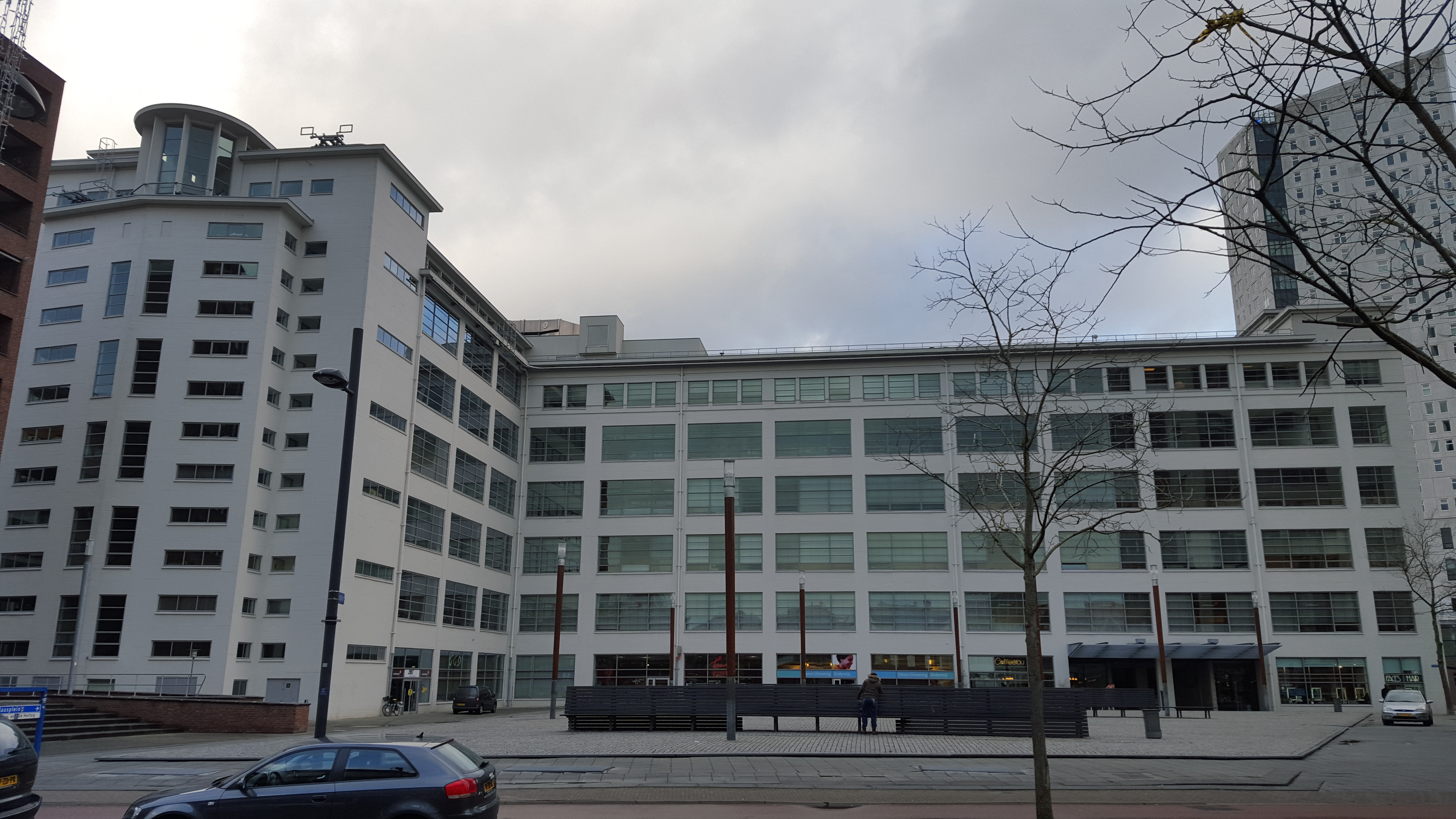
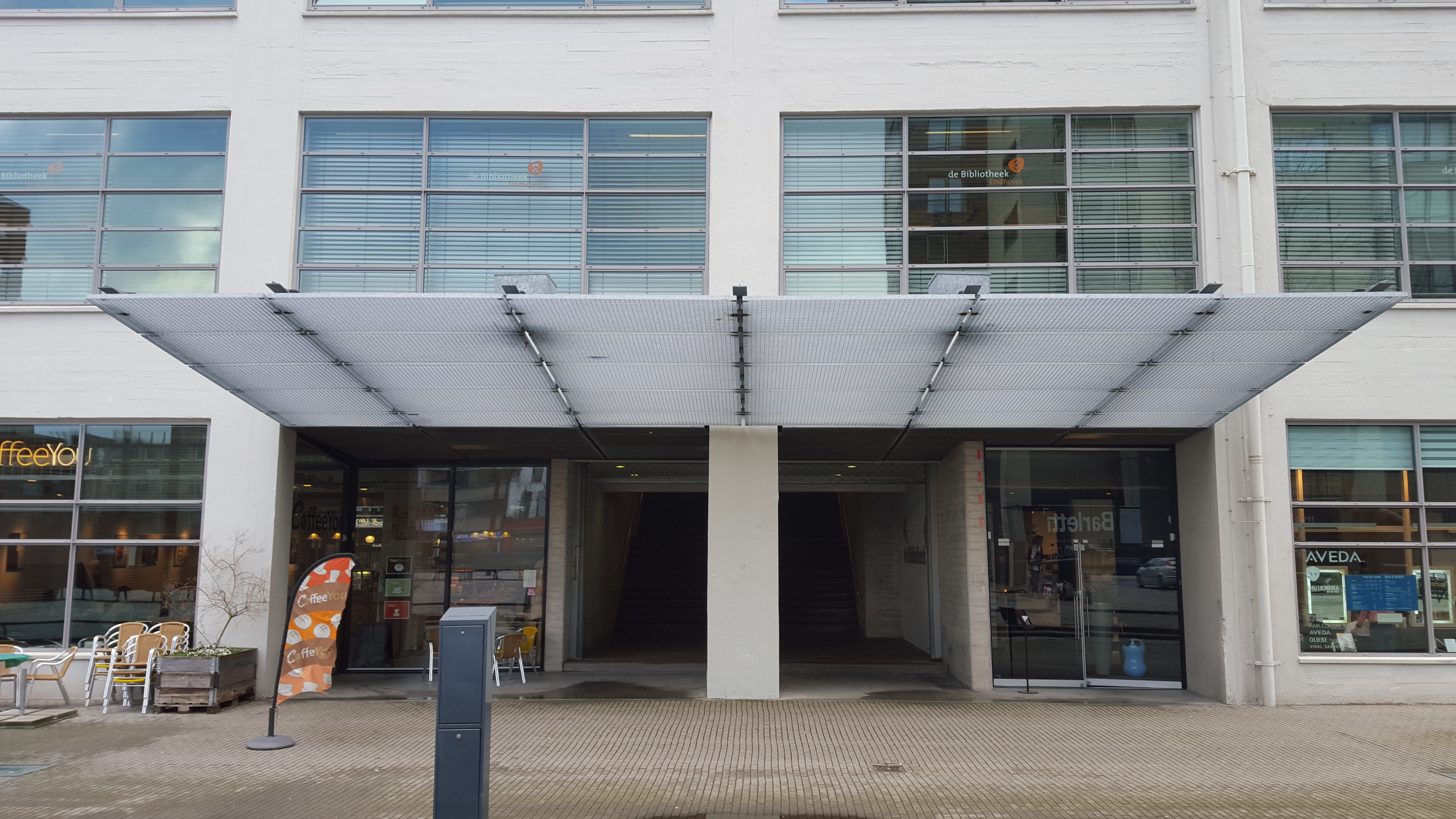
Ingang bibliotheek
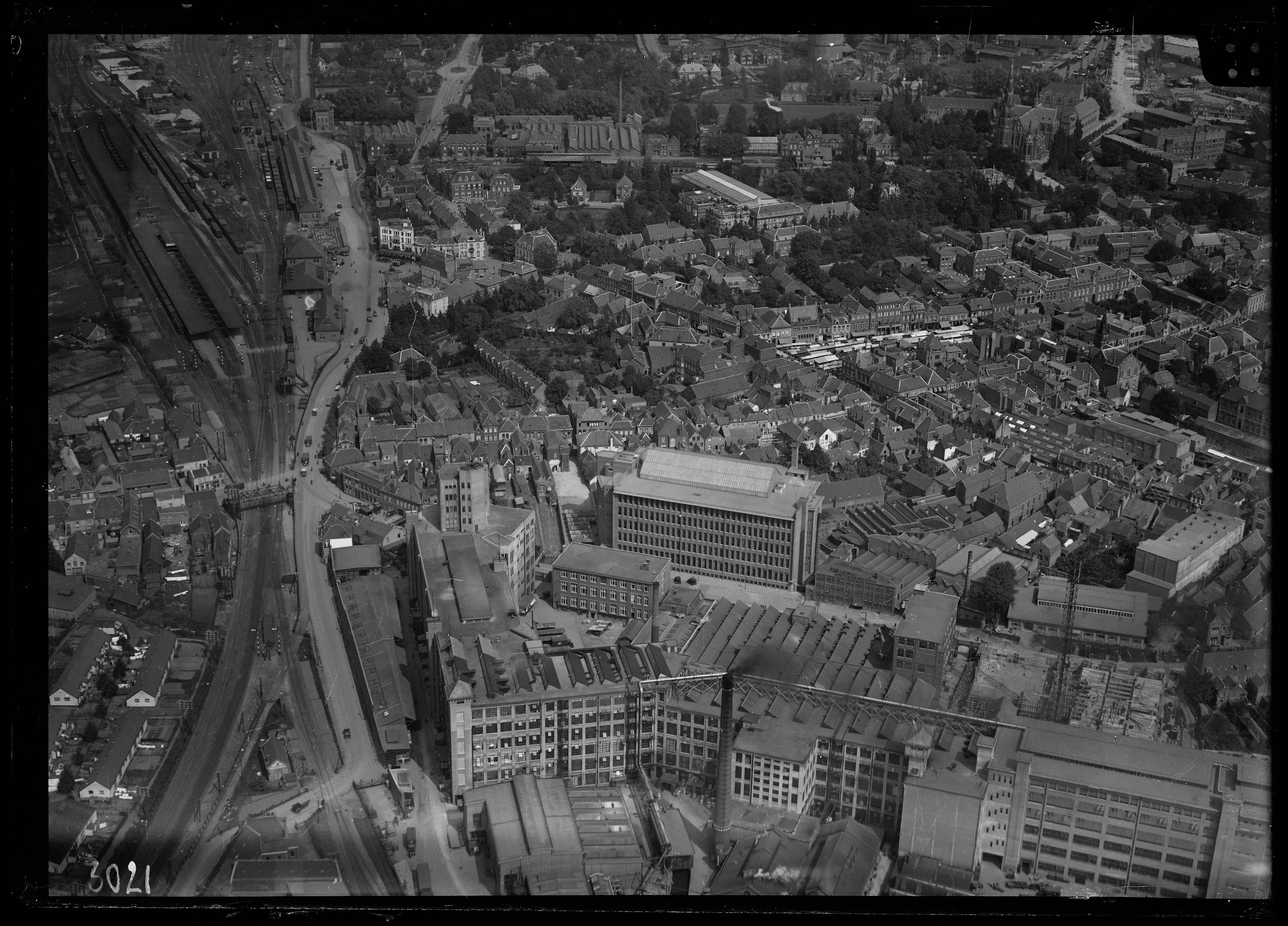
Luchtfoto van de Witte Dame (1920-1940), Nederlands Instituut voor Militaire Historie